# سادات‌محله (بلده)
سادات محله، روستایی است از توابع بخش بلده شهرستان نور در استان مازندران ایران.
== جمعیت ==516)
این روستا در دهستان شیخ فضل‌الله نوری قرار دارد و براساس سرشماری مرکز آمار ایران در سال ۱۳۹۵، جمعیت آن(516) نفر (250) خانوار) بوده‌است.